# Butea
Genre
Classification phylogénétique
Butea est un genre de plantes à fleurs dicotylédones appartenant à la famille des Fabaceae, sous-famille des Faboideae, originaire de l'Asie du Sud, qui comprend quatre espèces acceptées.
Butea monosperma est utilisé en bois d'œuvre, résine, médecine et teinture.

## Étymologie
Le nom générique, « Butea », est un hommage à John Stuart (3e comte de Bute) (1713-1792), homme d'État britannique, membre du parlement, premier ministre pendant un an, et mécène de botanique,.

## Caractéristiques générales
Les plantes du genre Butea sont des arbres, des arbustes dressés ou grimpants ou des plantes herbacées vivaces. Elles se caractérisent par des feuilles trifoliées caduques, de grandes fleurs rouge ou rouge-orangé groupées en grappes ou panicules denses, axillaires ou terminales. Ces fleurs présentent un calice campanulé, une corolle de taille moyenne à grande, exserte, aux pétales de taille inégale comprenant un étendard ovale ou lancéolé, des ailes falciformes adhérentes à la carène, des étamines diadelphes aux anthères uniformes, un ovaire sessile ou brièvement stipité renfermant deux ovules. Le fruit est une gousse oblongue, indéhiscente, comprimée, à l'apex arrondi, contenant une graine dans la partie supérieure. La graine obovale présente un hile petit, estrophiolé.

## Taxonomie
William Roxburgh créa le genre Butea en 1795, mais il devint nomen invalidum. Carl Willdenow valida le nom Butea en 1802.

### Liste d'espèces
42 noms d'espèces ont été publiés dans le genre Butea, mais quarante sont classées comme synonymes ou ont été  transférées dans d'autres genres.
Certains auteurs considèrent que le genre ne comporte que deux espèces, B. monosperma et B. superba, mais d'autres considèrent qu'il y aurait 4 ou 5 espèces.

Espèces acceptées selon The Plant List (8 avril 2019) :
- Butea braamiana DC.
- Butea buteiformis (Voigt) Mabb. (syn. Megalotropis buteiformis, Meizotropis buteiformis)
- Butea monosperma (Lam.) Taub. (syn. Butea frondosa, Erythrina monosperma)
- Butea superba Roxb. (syn. Plaso superba, Rudolphia superba)